# Straalvormig lichaam

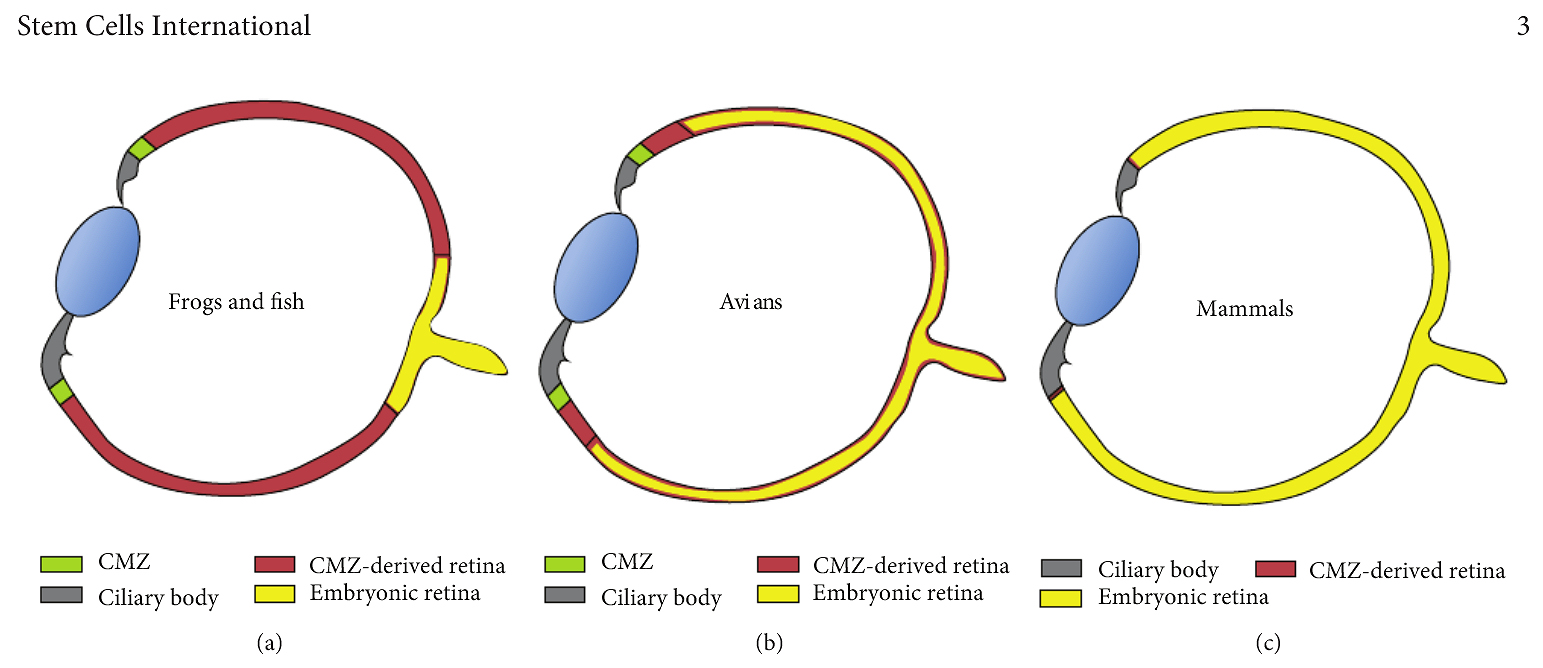
Corpus ciliare zone bij gewervelden

Het straalvormig lichaam of straallichaam of corpus ciliare is een verdikking die net voor de overgang van het vaatvlies naar het regenboogvlies zit. De lens is opgehangen in het straalvormige lichaam. Dit zit aan de rand van het vaatvlies. Dit straalvormige lichaam bestaat uit een soort van kringspier (musculus ciliaris) en lensbandjes (zonula ciliaris). De kringspier zit door middel van de lensbandjes vast aan de lens en is belangrijk bij accommodatie.